# Chardavol (shahrestan)
Chardavol (persiska: شهرستان چَرداوُل, Shahrestan-e Chardavol) är en delprovins (shahrestan) i Iran. Den ligger i provinsen Ilam, i den västra delen av landet. Administrativ huvudort är Sarableh (سَرابله).
Delprovinsen hade 57 381 invånare 2016.